# Ministério do Exército (Brasil)

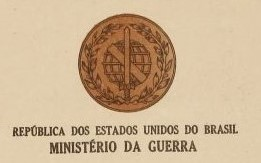
Emblema do Ministério da Guerra em 1956

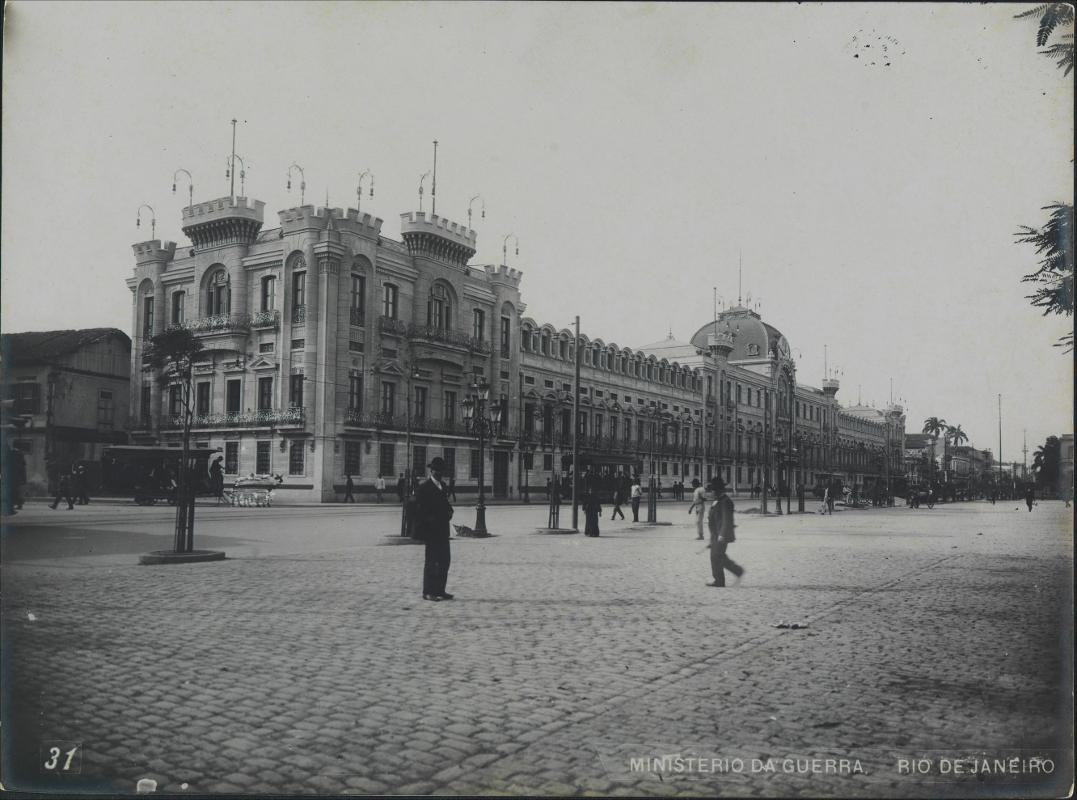
Sede do então Ministério da Guerra, Rio de Janeiro, c. 1914.

O Ministério do Exército foi a pasta do governo federal do Brasil que administrava as questões militares terrestres, especialmente o Exército Brasileiro. Ele tem origem na Secretaria de Estado dos Negócios Estrangeiros e da Guerra, criada em Portugal em 1736 e implantada no Rio de Janeiro em 1808, com a transferência da corte portuguesa para o Brasil. Essa pasta foi dividida em duas em 1822, com a parte militar denominada Secretaria de Estado dos Negócios da Guerra no Gabinete do Império do Brasil. No período republicano ela teve sua denominação alterada para Ministério da Guerra, em 1891, e Ministério do Exército, em 1967, até chegar ao fim quando foi criado o Ministério da Defesa em 1999. O Ministério do Exército tornou-se o atual Comando do Exército, integrante da estrutura do Ministério da Defesa.
Mais do que uma reorganização administrativa, a criação da pasta em 1822 significava a unificação do comando das forças terrestres, antes dispersas entre os vice-reis e capitães-generais das capitanias. Na República, Pandiá Calógeras foi o único civil a ocupar o cargo, de 1919 a 1922. Desde a criação do Estado-Maior do Exército (EME) em 1899, não era claro quem, seu chefe ou o ministro da Guerra, comandaria o Exército. Teoricamente o ministro da Guerra nomeava o chefe do EME, mas na prática o presidente da República nomeava ambos. A chefia do EME era um cargo mais técnico, e o Ministério da Guerra, político. Os ministros da Guerra consideravam-se comandantes do Exército e buscavam centralizar as decisões. O Estado Novo confirmou em 1938 o comando prático do Ministério da Guerra, tornando seu Gabinete o órgão principal do Exército. O EME foi relegado a órgão auxiliar. Nessa época o presidente Getúlio Vargas também submeteu ao Exército as Forças Públicas, os antigos “pequenos exércitos estaduais”, colocando-os sob controle do Ministério da Guerra.
O quartel-general do Exército, e assim, o Ministério da Guerra, ficaram na Praça da República, Rio de Janeiro, desde 1861. O Palácio original, no Campo de Santana, palco da Proclamação da República, foi reformado em 1906–1910. A sede do Ministério foi transferida ao novo Palácio Duque de Caxias, no mesmo local, em 1941, e à nova capital Brasília em 1971.
O Ministério do Exército foi organizado em 1967, ao início das reorganizações militares da ditadura, com órgãos de assessoramento (destacando-se o Centro de Inteligência do Exército, o CIEx), direção geral (destacando-se o Alto Comando do Exército e o EME) e direção setorial e a Força Terrestre, na qual estavam os comandos de tropa. As diretorias e departamentos eram apenas burocráticas. A criação do CIEx esvaziou o poder político que ainda restava com o EME.